# Света Богородица Апостолашка
„Света Богородица Апостолашка“ или „Света Богородица Икономска“ (на гръцки: Παναγίας Άρχοντα Αποστολάκη, Οικονόµου) е православна църква в град Костур (Кастория), Егейска Македония, Гърция. Църквата има ценни стенописи.

## Местоположение
Разположена е в махалата на Митрополията, на границата с чаршията в Икономската енория.

## История
Храмът е изграден в XV век, но първоначалната малка като размери сграда е обновена в началото на XVII век, според ктиторския надпис в година ΖΡΙΔ, тоест 7114 от Сътворението или в 1605/1606 година от Христа при митрополит Митрофан Костурски със средства на архонтите Апостолис Димитриу и Ралис.
| „ | ΑΝΕΓΕΡΘΗ ΚΑΙ ΑΝΕΣΤΟΡΗΘΙ Ο ΘΗΟΣ ΚΑΙ ΠΑΝΣΕΠΤΟΣ ΝΑΟΣ ΣΟΥ ΤΗΣ ΥΠΕΡΑΓΗΑΣ ΔΕΣΠΗΝΙΣ ΙΜΩΝ ΘΕΟΤΟΚΟΥ ΚΑΙ ΑΥΠΑΡΘΕΝΟΥ ΜΑΡΙΑΣ ΔΙΑ ΣΗΝΔΡΟΜΗΣ ΚΟΠΟΥ ΤΕ ΚΑΙ ΜΟΧΘΟΥ ΚΑΙ ΕΞΟΔΟΥ ΑΡΧΩΝ ΚΙΡ ΑΠΟΣΤΟΛΗ ΤΟΥ ΔΗΜΗΤΡΙΟΥ ΚΙΡΙ ΡΑΛΗ ΩΣ ΤΟΥ ΑΡΧΗΕΡΑΤΕΒΟΝΤΟΣ ΚΑΣΤΟΡΙΑΣ ΚΑΙ ΠΡΟΤΟΘΡΟΝΟΣ ΚΙΡ ΜΗΤΡΟΦΑΝΟΥ ΕΠΗ ΕΤΟΥΣ ΖΡΙΔ (1606) | “ |

В 1924 година църквата е обявена за паметник на културата.
Църквата първоначално има голям двор. В 70-те години на ΧΧ век е вградена в новопостроената сграда на Костурската търговска камара.

## Архитектура
Църквата е с типичния за храмовете от XVII век в Костурско опростен план – еднокорабна, едноапсидна с дървен покрив. В олтарното пространство има и протезисна ниша, а на северната стена е изградена още една по-малка, правоъгълна ниша. В наоса, при преустройство на църквата в XX век, е свалено нивото на тавана и горната част на сцените в последната зона е закрита. Част от живописта на южната стена е унищожена и при отварянето на допълнителен прозорец.

## Стенописи
В югоизточния ъгъл на светилището има оцелли части от стенописите от XV век. В олтара е запазена малка част от живописната програма. Според съхранените фрагменти в апсидата е била изписана Света Богородица Ширшая небес, а под нея композицията Поклонение на жертвата, която продължава и на юг, включвайки образите на още четирима отци на Църквата, насочени към центъра на апсидата, в която вероятно е бил изобразен Христос Агнец. На северната стена е образът на Христос от Видението на Свети Петър Александрийски, разположен необичайно вляво на композицията. В горната зона на юг от апсидата е Вечерята в Емаус, част от цикъла на Поствъзкресните явявания на Христос. В същата зона на южната стена в олтара започва цикълът на Великите празници с Рождество Христово. Благовещение Богородично е било разположено вероятно в олтара.
Стенописите са в наоса са в три зони. В най-горната са сцени от Дванадесетте празника и няколко епизода на Страстите Христови. По цялата средна зона са изписани шестнадесет сцени на Акатистния химн на патрона на храма Богородица. Включването на Акатиста в иконописната програма на наоса е необичайно, тъй като той обикновено е изписван в притвора. В долната зона са изписани светци в цял ръст. Непосредствено пред олтара от южната страна е Свети Николай Нови, светец със силен култ в Епир и Тесалия. След него в голяма ниша е изписан Свети Николай Мирликийски, фланкиран от малки изображения на Христос и Богородица, които му поднасят съответно евангелие и омофор. Под нишата до пояс са изписани Света Петка и Света Неделя. Останалите светци са лечители, монаси, аскети и воини, като завършват пред олтара със Свети Георги. От двете страни на западния вход традиционно са изписани Архангел Михаил и Св. св. Константин и Елена.
На северната стена в ниша, като тази за Свети Николай е изписана Богородица Умиление (Гликофилуса). Разполагането ѝ на това необичайно място е свързано с темата за Боговъплъщението, с която са свързани и изображенията на Акатистния химн около нея. Разпятието над нишата допълва сотириологичния смисъл на образа на Богородица. Разполагането на патрона на църквата върху северната стена на наоса (по-често пред олтара) е характерна черта на редица църкви от втората половина на XVI век и XVII век, някои от които са изписани от зографи от Линотопската художествена школа.
Под нишата с Богородица има лошо запазено изображени на Свети Илия - той е пандан на изписаните под Свети Николай светици Петка и Неделя, свързвани съответно с дните на Христовото Разпятие и Възкресение. Така програмата на наоса има ярък есхатологичен смисъл, което говори за висока богословска подготовка на зографа.
В надвратната ниша на западната фасада отново е изобразена Богородица Умиление с архангел Михаил и Гавриил в медальони от двете страни. Около нея е голямата композиция на Страшния съд.
- Свети Константин
- Свети Никита
- Свети Меркурий

### Идентификация на зографското ателие
Стенописите са дело на главен зограф и неговия помощник. Зографът учасаства в изписването на наоса на Слимнишкия манастир в 1606/1607 година, както и на „Свети Димитър Елеуски“ в Костур в 1608/1609 година и „Въведение Богородично“ около 1610 - 1612 година.
Въз основа на епиграфския материал на същия зограф според Георгиос Веленис може да се припише и част от стенописната украса в католикона на манастира „Свети Йоан Предтеча“ в Като Меропи в 1613/1614 година. Тези стенописите са в лошо състояние и в голямата си част са надживописани.
Зографът, ръководител на зографската тайфа, рисувала тези църкви принадлежи към голямо ателие на зографи със сходни стилови и иконографски почерци. Живописта на това ателие е сродна с тази на линотопските и грамоските зографи.

## Икони
На иконостаса са запазени оригиналните икони, от които тази на Свети Йоан Предтеча е надживописана.